# Tatra 613
La Tatra 613 est une automobile produite de 1973 à 1996 par le constructeur tchèque Tatra. Sa ligne a été dessinée par le carrossier italien Vignale.

## Carrosserie italienne et technique tchécoslovaque
En 1968, alors que la 603/3 vient à peine d’être présentée, Tatra passe commande au carrossier italien Vignale de deux berlines et d’un coupé (lequel sera gravement accidenté, puis reconstruit plus tard). Les prototypes sont une réussite, et les tchèques sont convaincus.  Les premières photos de la nouvelle 613 sont diffusées en 1970. Finies les rondeurs ! La 613, avec ses lignes anguleuses, est parfaitement dans l’air du temps quand la production démarre, fin 1973.
À l’arrière, on trouve un tout nouveau V8 3 495 cm3, développant 165 ch et capable d’emmener la voiture à 190 km/h. La sécurité n’est pas oubliée, et c’est tout naturellement que la 613 se soumet à l’épreuve du crash-test. 
Parmi les nouveautés, on note la suspension McPherson, un stabilisateur à barres de torsion, des freins (à disque) à double circuit à l’avant et de multiples détails améliorant le confort des occupants. 
Entre 1973 et 1975, la 613 cohabite avec la 603, ce qui permet de battre un record de production : 3 045 voitures sortiront de l’usine en 1974 ! Par la suite, entre 200 et 1 000 voitures seront produites chaque année.

## Une longue carrière
En 1979 apparaît la 613S, une version limousine allongée de 16 cm, reconnaissable à ses phares rectangulaires, à sa calandre différente et à ses pare-chocs intégrés.
La 613/2 fait son apparition en 1980, et voit la puissance de son V8 passer à 168 ch. La même année, Tatra conçoit, avec la société d’outillage Narex, une version 623 destinée aux interventions sur circuit, complétée quatre ans plus tard par une 624 équipée pour l’aide médicale d’urgence.
À l’automne 1983, la 613 perd ses chromes, revoit ses feux et ses enjoliveurs, et rentre ainsi pleinement dans la décennie 1980.
Sur la base de la 613S, Tatra dévoile la 613K, un landaulet de parade. Il sera construit à cinq exemplaires.
La troisième génération de la 613 arrive en janvier 1986, elle se distingue par ses rappels de clignotants à l’avant et par sa nouvelle calandre.
Entre 1990 et 1995, l’usine construit également 23 exemplaires d’une ambulance, la 613 RZP.

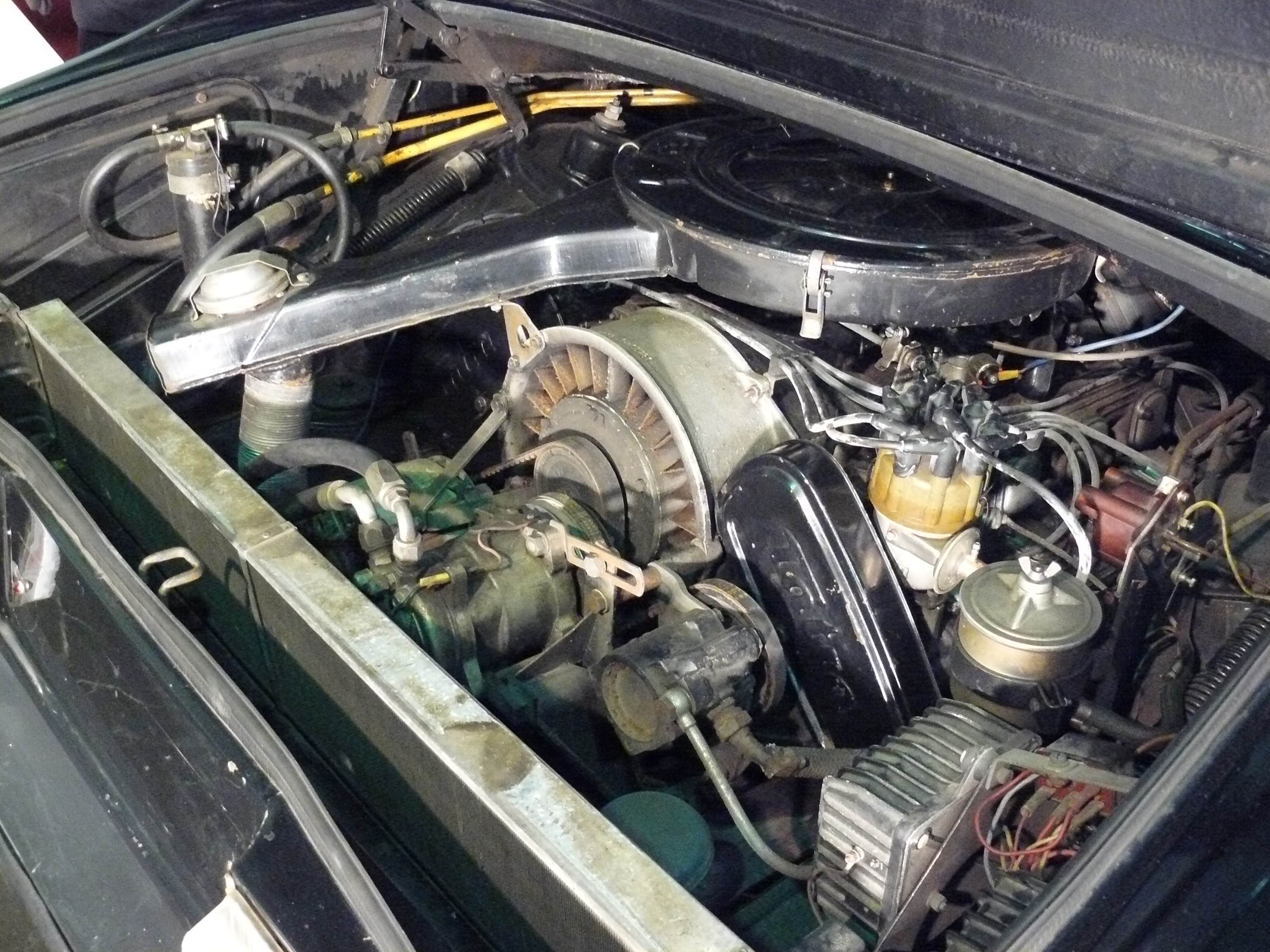
Le V8 d'une 613.

Après la chute du bloc de l’est, le marché automobile s’ouvre à la concurrence, fragilisant  Tatra, qui tente alors de se faire connaître en présentant ses modèles à Bruxelles, Genève ou Francfort.
En 1991, la 613 reçoit un pot catalytique et un nouvel intérieur : c’est la 613/4. Deux ans plus tard, Tatra dévoile à Francfort deux dérivés de cette voiture : la 613/4 Electronic, avec ordinateur de bord et V8 de 200 ch ; et la 613/4 Mobicom, équipée de la télévision, du téléphone, d’un fax et d’un minibar. Le tout dans une ambiance « classe affaires »…
La même année, une boîte à cinq rapports est montée pour la première fois sur une Tatra.
En 1994 apparaît la 613/4 Mi-Long, reconnaissable à sa nouvelle calandre. Elle deviendra 613/5 en 1995. 
Enfin, un unique et luxueux prototype nommé 3.5 V8 Prezident est présenté, mais sera classé sans suite.
La production de la vénérable 613 s’arrête en 1996, 28 ans et 11 009 exemplaires après les premiers prototypes Vignale.
Tatra a également construit quatre 613/5 à conduite à droite destinée à tester le marché britannique. Les quatre exemplaires produits étaient de couleur différentes (Rouge, Vert, Bleu métallisé et Bleu marine). La voiture rouge a été détruite dans un accident lors d'essais par Tatra peu de temps après sa construction. La voiture bleu métallisé a disparu et aurait été vandalisée à Londres. La voiture verte a été achetée par un collectionneur en République tchèque laissant la voiture bleu marine comme seule Tatra 613/5 au Royaume-Uni. Cette dernière Tatra 613/5 RHD est dans un état "neuf" et roule toujours. Dernièrement elle a participé au Circuit Historique de la ville de Laon (6 au 9 juin 2014).

## Galerie

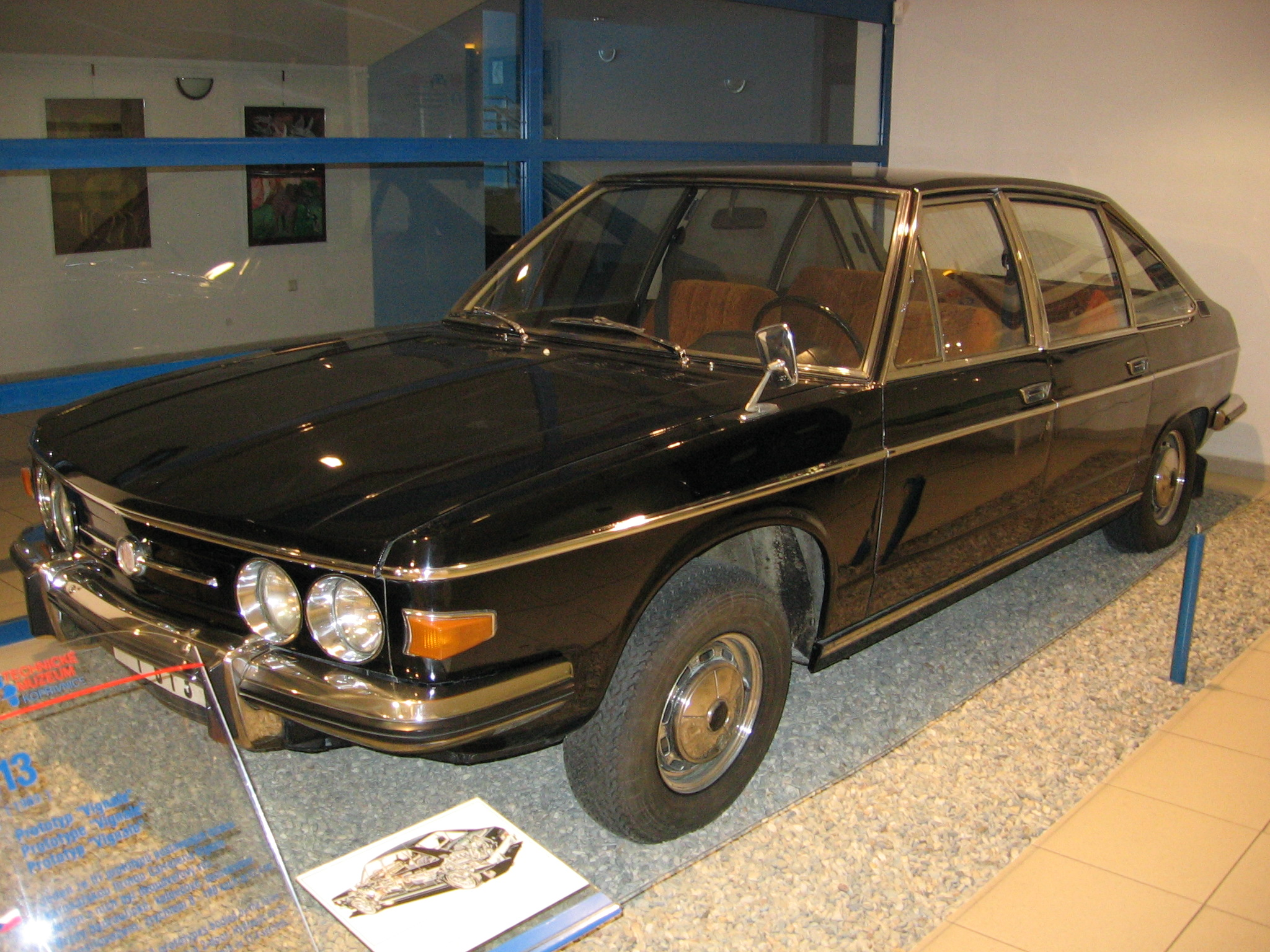
Le prototype de Vignale
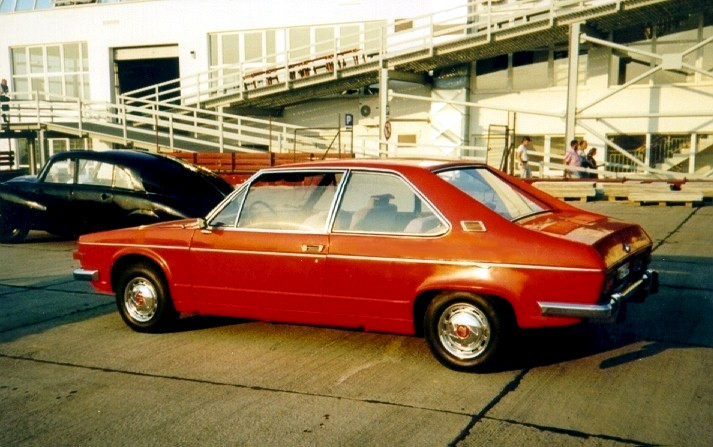
613 Coupé Vignale
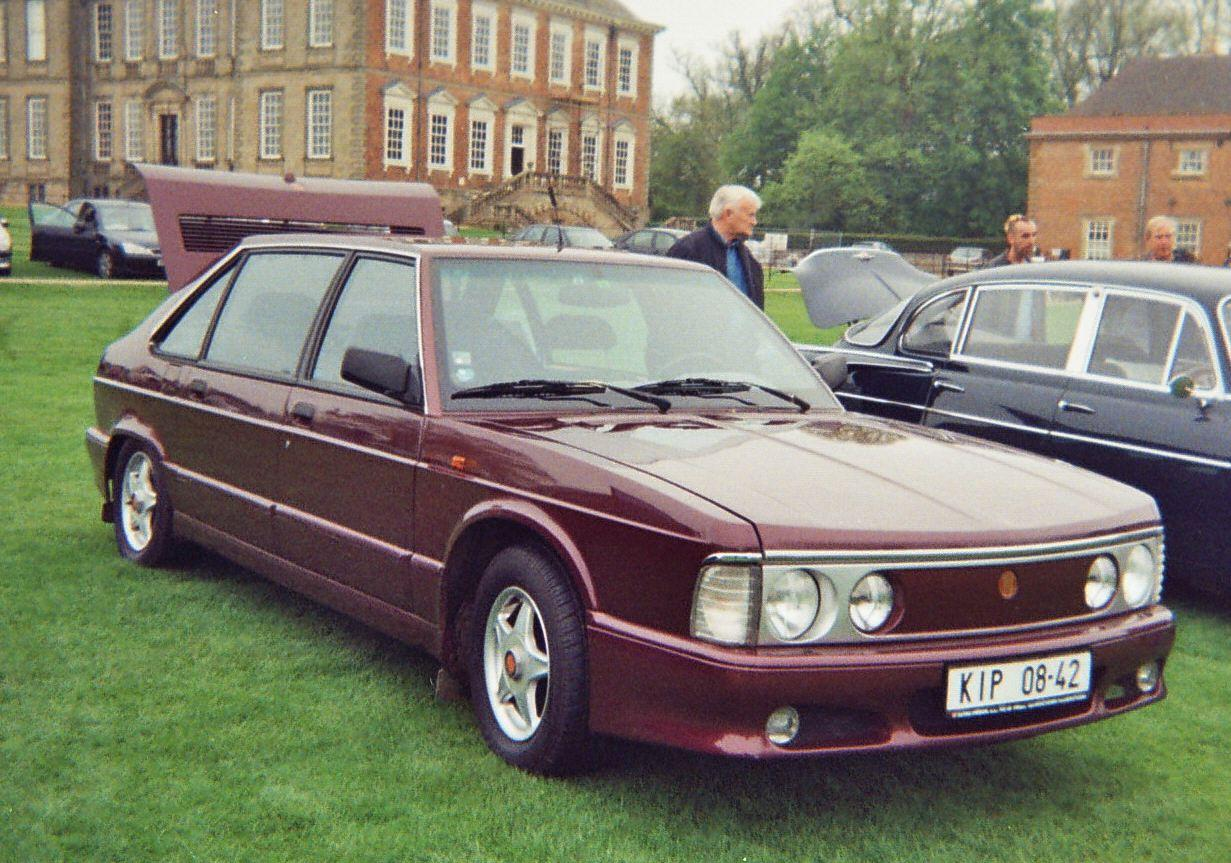
Tatra 613/4
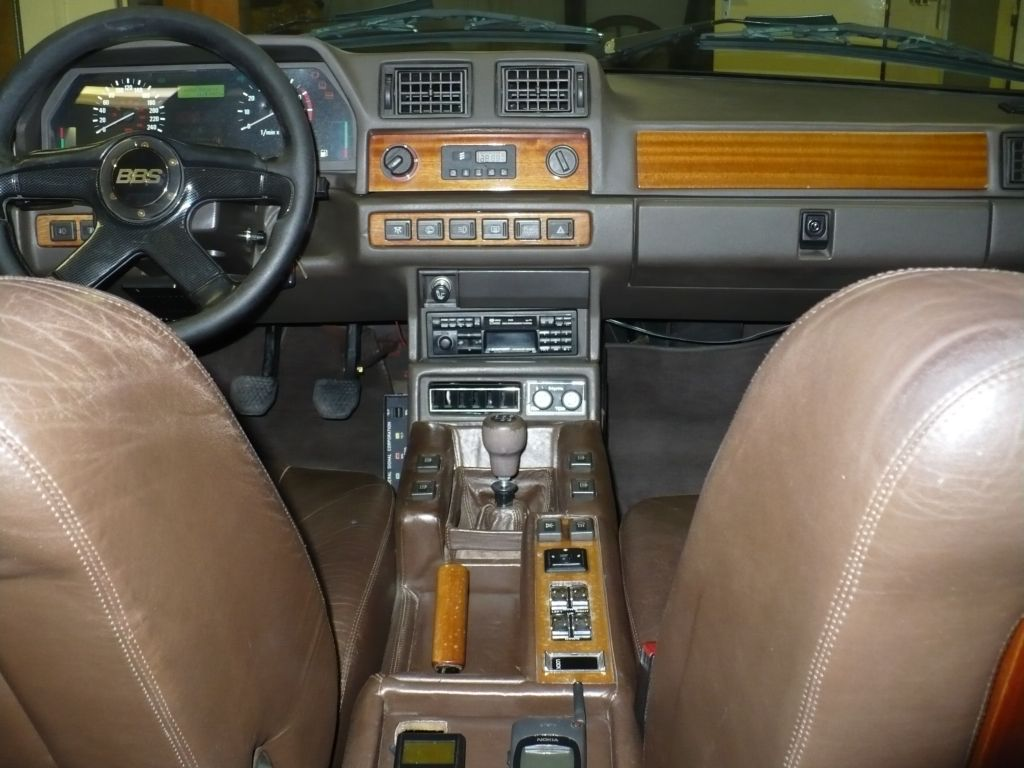
Intérieur de la 613/4 Electronic
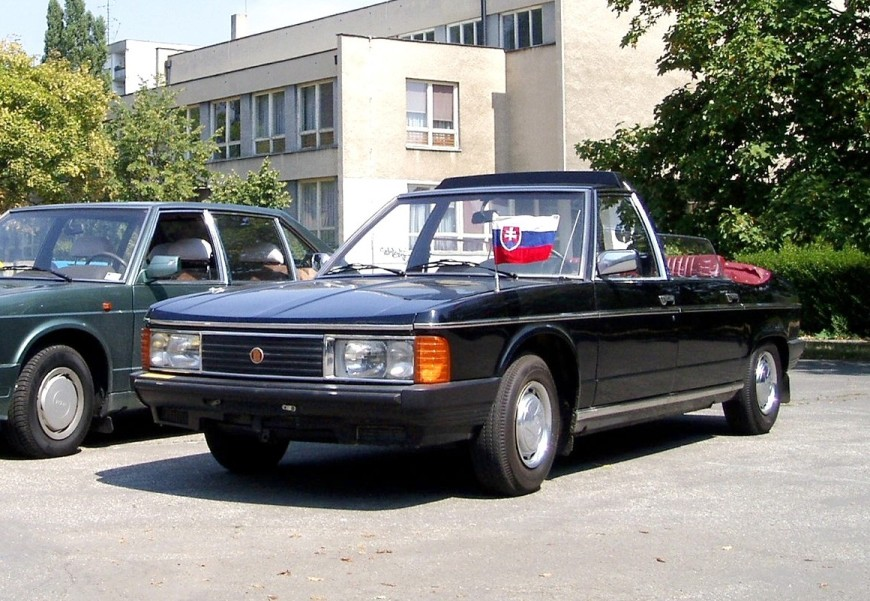
613K Landaulet
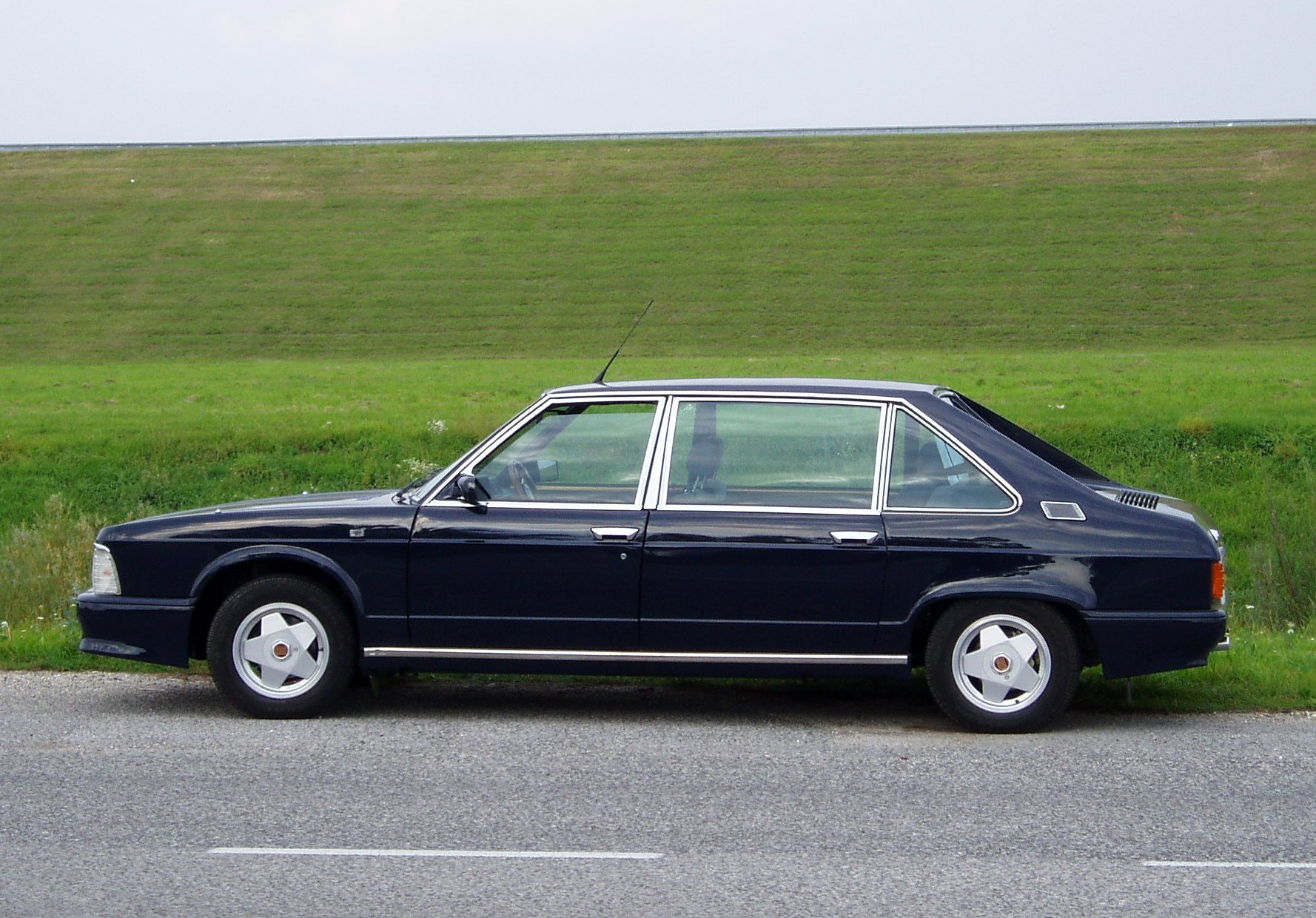
613/4 Mi Long
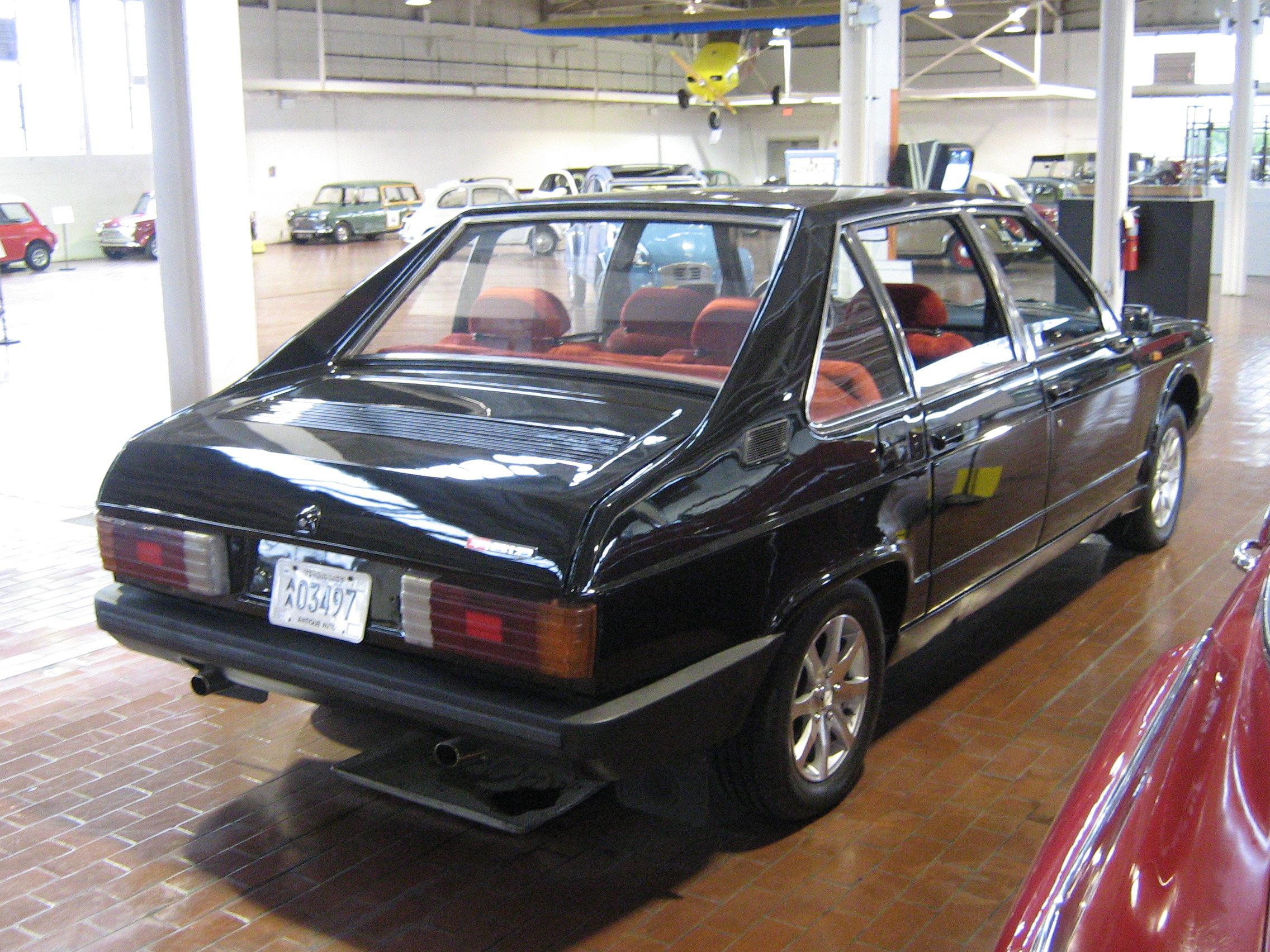
Tatra 613, vue arrière
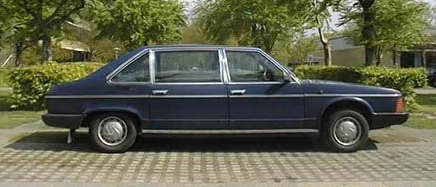
Tatra 613S

## Sources
- Voitures des pays de l'Est, Bernard Vermeylen, E-T-A-I